# Chorągiewki Słupskiego

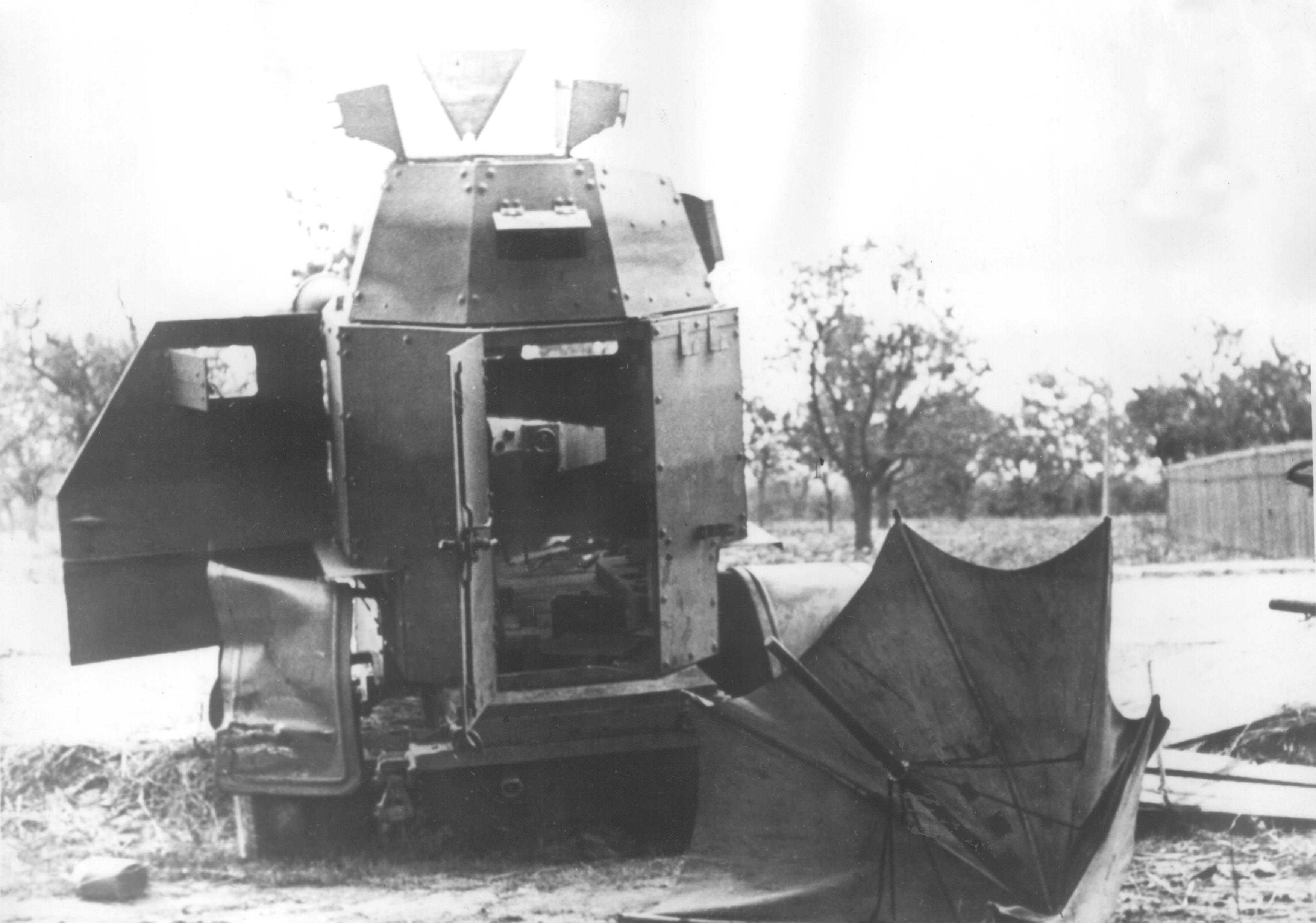
Rozbity we wrześniu 1939 roku samochód pancerny wz. 34. Na górze wieży pomiędzy dwoma połówkami włazu widoczny trójkąt – chorągiewka Słupskiego

Chorągiewki Słupskiego (tarcze Słupskiego) – system chorągiewek sygnalizacyjnych stosowanych jako zamiennik dla łączności radiowej pomiędzy pojazdami pancernymi stosowany w wojskach pancernych II RP.
Istotnym problemem w wojskach pancernych II RP była łączność pomiędzy poszczególnymi pojazdami. Sprzęt radiowy był zbyt drogi, aby montować go w każdym pojeździe (np. radiostacje montowano tylko w tankietkach używanych w dywizjonach pociągów pancernych). Tanią alternatywę zaproponował rtm. Słupski. Miał być to system 3 barwnych chorągiewek w kształcie trójkątów. Wydawanie komend odbywało się przez wystawienie odpowiedniej chorągiewki/chorągiewek. Tarcze Słupskiego wprowadzono do użycia w Wojsku Polskim rozkazem z dnia 15 kwietnia 1936 r. zastępując używany dotąd francuski system kolorowych chorągiewek.
Każdy z produkowanych w Polsce przed wojną pojazdów pancernych posiadał w górnych płytach pancernych otwory lub tulejki, na potrzeby użycia zastępczego środka łączności, który stanowiły chorągiewki potocznie nazywane tarczami Słupskiego. Dowódca pojazdu mógł wystawiać chorągiewkę na zewnątrz bez opuszczania pojazdu, a specjalne sprężynki trzymały składaną tarczę w pionie. 
Tarcze Słupskiego, nazwane tak od nazwiska pomysłodawcy, stanowiły środek łączności kolumn pancernych, motorowych i motocyklowych. Tarczę (chorągiewkę) tworzył trójkątny kawałek materiału, rozciągnięty pomiędzy dwoma drutami, z jednym drutem pionowym stanowiącym uchwyt. Trójkąt składał się na płasko. W dolnej części materiału małe wcięcie.
W oddziałach zmotoryzowanych opracowano nieco odmienny system, w którym dowódca kolumny wystawiał je przez okno. 
Porozumiewały się nim kolumny samochodów ciężarowych i oddziały motocyklowe, 
Tarcze Słupskiego - komendy
1. 'Uwaga, Róbcie to co ja' - sygnalizowano poprzez wystawienie żółtej tarczy. Jeśli dowódca kolumny ją wystawił i zatrzymał się, wszyscy się zatrzymywali. W kolumnach motorowych trzymana pionowo nieruchomo.
2. 'Marsz' - używana w kolumnie marszowej. Sygnalizowano poprzez wielokrotne wystawienie i schowanie żółtej tarczy, w krótkich odstępach.
3. 'Nieprzyjaciel' - najczęściej spotykana na zdjęciach rozbitych polskich wozów. Sygnalizowana poprzez wystawienie czerwonej tarczy. W kolumnach motorowych trzymana nieruchomo pionowo.
4. 'Nieprzyjacielskie wozy pancerne' - sygnalizowana poprzez wystawienie i schowanie wielokrotne czerwonej tarczy.
5. 'Kolumna pół-plutonowa' - czarna tarcza.
6. 'Szyk czołowy' (czołgi) 'Zwiększyć odległość' (kolumny motorowe) - wielokrotne wystawienie i schowanie czarnej tarczy.
7. 'Stój' - tarcza z krzyżem. W kolumnach motorowych trzymana poziomo.
8. 'Rozwinięty' - Żółta i czarna tarcza jednocześnie.
9. 'Uszkodzenie wozu' (załoga ranna) - tarcza czerwona i z krzyżem jednocześnie.
10. 'Goniec do dowódcy!' - Tarcza żółta i z krzyżem jednocześnie.
11. 'Nawracaj - Pojedynczo w tył zwrot' - Tarcza z krzyżem wielokrotnie wystawiana i chowana. W kolumnach motorowych poruszana ruchem półokrągłym pionowo.
12. 'Broń przeciwpancerna' - Tarcza czerwona i czarna jednocześnie.
13. 'Lotnik nieprzyjacielski' - Czerwona i żółta jednocześnie.
14. 'Gaz' - Czerwona, żółta i czarna jednocześnie.